# Jošinori Ósumi
Jošinori Ósumi (japonsky 大隅 良典, Ósumi Jošinori, Hepburnovým přepisem Ōsumi Yoshinori; * 9. února 1945 Fukuoka) je japonský buněčný biolog specializující se na autofagii a profesor ve Frontier Research Center Tokijském technologickém institutu.
V roce 2012 obdržel Kjótskou cenu za základní vědy a roku 2016 získal Nobelovu cenu za fyziologii a lékařství za svůj výzkum na poli mechanismů autofagie.

## Životopis
Ósumi se narodil 9. února 1945 ve Fukuoce na ostrově Kjúšú. Tituly B. Sci. (1967) a D. Sci. (1974) obdržel na Tokijské univerzitě, postdoktorát absolvoval na newyorské Rockefellerově universitě v letech 1974 až 1977.
Následně se vrátil na Tokijsou univerzitu jako výzkumný pracovník, v roce 1986 se stal přednášejícím a v roce 1988 se habilitoval na pozici docenta. V roce 1996 se přesunul do Národního ústavu pro biologii v Okazaki, kde byl jmenován profesorem. Mezi lety 2004 a 2009 také pracoval jako profesor na Graduate University for Advanced Studies v Hajamě jako profesor. Od roku 2009 působil zároveň na třech institucích, v roli emeritního profesora Národního ústavu pro biologii a Graduate University for Advanced Studies, a na pozici profesora Ústavu pro integrovaný výzkum v rámci Tokijského technologického institutu. Na něm zůstal i jako emeritní profesor po svém odchodu do důchodu v roce 2014 a k roku 2016 zde vedl Výzkumnou skupinu pro buněčnou biologii.
V roce 2016 mu byla udělena Nobelova cena za fyziologii a lékařství za objev mechanismů autofagie.
| „                                                                      | Ósumiho objevy vedly k vytvoření nového paradigmatu v rámci našeho chápání toho, jak buňka recykluje svůj obsah. Jeho objevy otevřely cestu k porozumění zásadní role autofagie v mnoha fyziologických procesech, například v adaptaci k hladovění nebo v odpovědi na infekci. Mutace v genech regulujících autofagii mohou způsobit nemoc; autofágní procesy se podílejí mimo jiné na vzniku rakoviny či neurologických onemocnění. | “ |
| — Z tiskové zprávy k udělení NC za fyziologii a lékařství pro rok 2016 | |   |

## Ocenění
- Fujihara Award, Fujihara Foundation of science (2005)
- Cena japonské akademie, Japonská akademie (2006)
- Asahi Prize, Asahi Shimbun (2009)
- Kjótská cena v základních vědách (2012)[4]
- Gairdner Foundation International Award (2015)
- Mezinárodní cena za biologii (2015)
- Keio Medical Science Prize (2015)
- Rosenstielova cena (2015)
- Wileyho cena v biomedicínských vědách (2016)
- Nobelova cenu za fyziologii a medicínu (2016)[5]

## Publikace
- TSUKADA, M; OHSUMI, Y. Isolation and characterization of autophagy-defective mutants of Saccharomyces cerevisiae.. FEBS letters. 25 October 1993, s. 169-74. PMID 8224160.

- MIZUSHIMA, N; NODA, T; YOSHIMORI, T; TANAKA, Y; ISHII, T; GEORGE, MD; KLIONSKY, DJ. A protein conjugation system essential for autophagy.. Nature. 24 September 1998, s. 395-8. PMID 9759731.

- KABEYA, Y.; MIZUSHIMA, N.; UENO, T.; YAMAMOTO, A.; KIRISAKO, T.; NODA, T.; KOMINAMI, E. LC3, a mammalian homologue of yeast Apg8p, is localized in autophagosome membranes after processing. The EMBO Journal. 2000, s. 5720–5728. doi:10.1093/emboj/19.21.5720. PMID 11060023.

- ICHIMURA, Y; KIRISAKO, T; TAKAO, T; SATOMI, Y; SHIMONISHI, Y; ISHIHARA, N; MIZUSHIMA, N. A ubiquitin-like system mediates protein lipidation.. Nature. 23 November 2000, s. 488-92. PMID 11100732.

- OHSUMI, Y. Molecular dissection of autophagy: two ubiquitin-like systems.. Nature reviews. Molecular cell biology. March 2001, s. 211-6. PMID 11265251.

- KUMA, A; HATANO, M; MATSUI, M; YAMAMOTO, A; NAKAYA, H; YOSHIMORI, T; OHSUMI, Y. The role of autophagy during the early neonatal starvation period.. Nature. 23 December 2004, s. 1032-6. PMID 15525940.

- HANADA, T; NODA, NN; SATOMI, Y; ICHIMURA, Y; FUJIOKA, Y; TAKAO, T; INAGAKI, F. The Atg12-Atg5 conjugate has a novel E3-like activity for protein lipidation in autophagy.. The Journal of biological chemistry. 28 December 2007, s. 37298-302. PMID 17986448.